# Yirmisekizzade Mehmed Said Paixà
Yirmisekizzade Mehmed Said Paşa, també Said Mehmed Efendi o Mehmed Çelebizade Said Efendi, fou un alt funcionari otomà d'origen incert (georgià o d'Edirne segons les fonts). Era fill del diplomàtic 
Yirmisekiz Mehmed Çelebi, al que va acompanyar en una missió a França (1720/1721).
Fou secretari del diwan i després ambaixador a Suècia (1733) i a França (1741-1742). Fou gran visir del 25 d'octubre de 1755 al primer d'abril de 1756.
Després fou governador d'Egipte, seguidament d'Adana, i finalment de Marash on va morir en el càrrec el 1761. Va deixar un recull de poesia i un diccionari de medicina.